# Necrópolis minoica de Armeni
La necrópolis minoica de Armeni (en griego, Υστερομινωικό νεκροταφείο Αρμένων) es un yacimiento arqueológico ubicado en las proximidades del pueblo homónimo, en la isla de Creta (Grecia) que contiene restos de la civilización minoica. Algunos de los objetos hallados en este yacimiento se exponen en los museos arqueológicos de Rétino y de La Canea.
El sitio arqueológico fue descubierto y excavado en 1969 por Yannis Tzedakis después de que dos estudiantes entregaran al Museo Arqueológico de Rétino dos jarras de cerámica que habían hallado. Las excavaciones han sacado a la luz unas 232 tumbas de cámara del periodo minoico tardío.
Las tumbas tienen diferentes tamaños, lo que se asocia a los diferentes estatus sociales que tenían las personas allí enterradas, y están orientadas hacia el monte Vrisinas, donde se hallaba un santuario. Se pueden observar tres tipos de cámara de enterramiento: circular, semicircular y rectangular. La mayoría de las tumbas fueron reutilizadas varias veces.
Entre los hallazgos realizados en estas tumbas se encuentran piezas de cerámica —fabricadas en diferentes lugares de la isla, como Cnosos y el este de Creta— vasijas de bronce, de estaño y de piedra, cuatro sellos cilíndricos orientales, herramientas y joyas. En un frasco se ha encontrado una inscripción en lineal B. También destacan los lárnax, que aparecen decorados con pinturas en uno o varios de sus lados. Se da la circunstancia que todos los lárnax fueron utilizados para enterramientos individuales, con excepción del de la tumba número 132, que tenía los restos de un hombre y de una mujer. Otro hallazgo singular es un casco de colmillos de jabalí. También se ha hallado una cesta de mimbre con una tapa en forma de cono que probablemente contenía alimentos.
Los esqueletos hallados en las tumbas —unos 500— han proporcionado información acerca de la forma de vida de los minoicos: alimentación donde la carne era escasa pero de frutas y verduras abundantes; estatura media de 1,67 m en los hombres y de 1,54 en las mujeres; esperanza de vida de 31 años para los hombres y 28 para las mujeres; o causas de las muertes debidas a complicaciones durante al parto o a enfermedades como el cáncer, la tuberculosis y la brucelosis. Un dato adicional es que aproximadamente una cuarta parte de las población carecía de dientes en el momento de su muerte.
Una de las tumbas que destaca es la número 200, que es la única tumba abovedada de toda la necrópolis. Pertenece al siglo XIV a. C., sus dimensiones son más bien modestas y, como las otras, está orientada hacia el monte Vrisinas. En su interior se hallaron armas, piezas de cerámica, numerosas cuentas, y un colgante con una inscripción en lineal A.
La número 159 también destaca por su magnitud. Se la ha calificado como una tumba «principesca». Consta de un dromos de 15,50 m, una escalera de 25 escalones y una cámara cuadrangular de 4x4,90 m. En ella se encontraron restos de una camilla de madera que probablemente sirvió para transportar al fallecido a su lugar de sepultura.
No se ha descubierto todavía el asentamiento al que perteneció esta necrópolis aunque algunas excavaciones realizadas en las inmediaciones han sugerido que este debe hallarse bajo el actual pueblo de Kastellos.

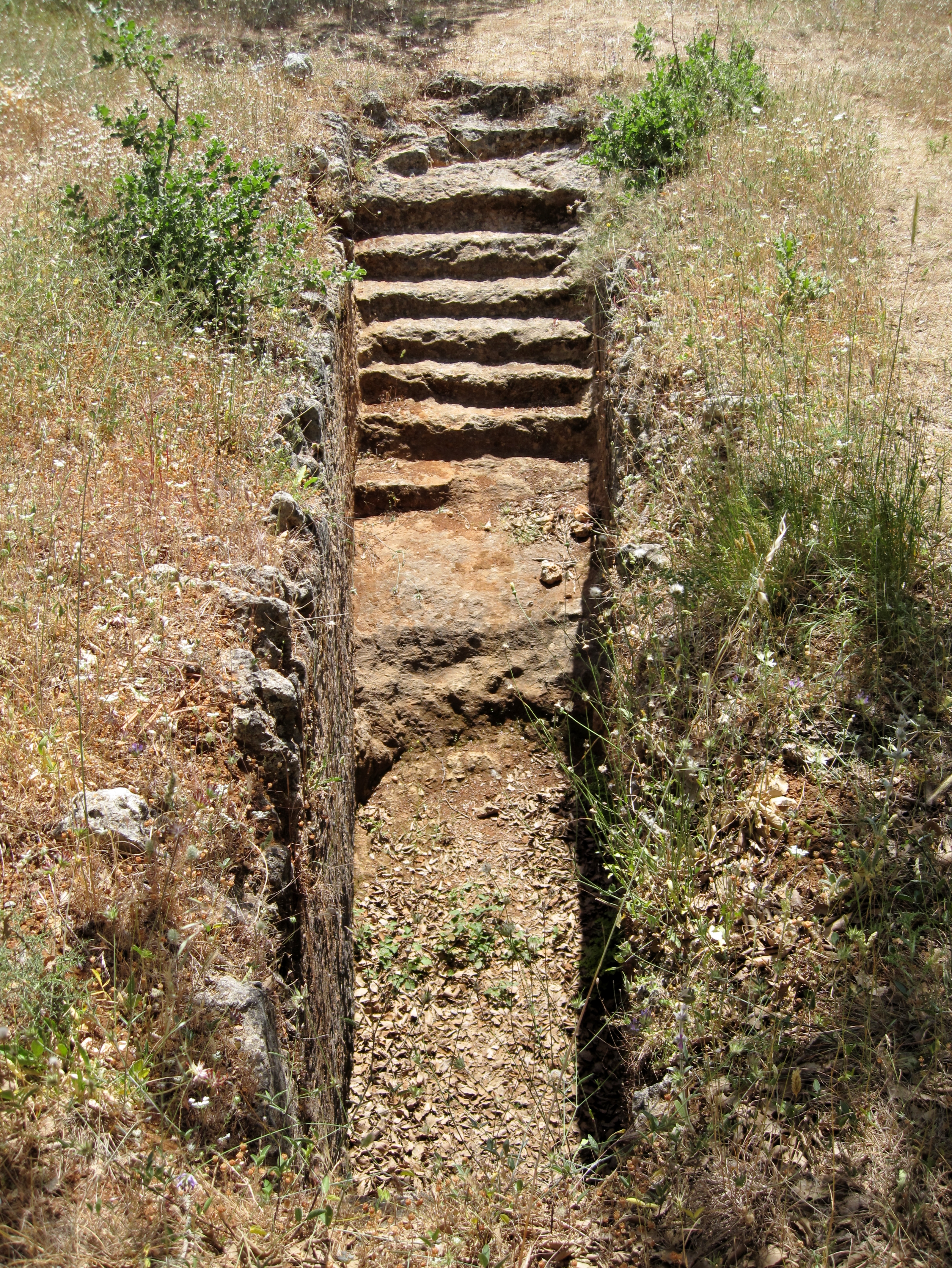
Escalera de una de las tumbas
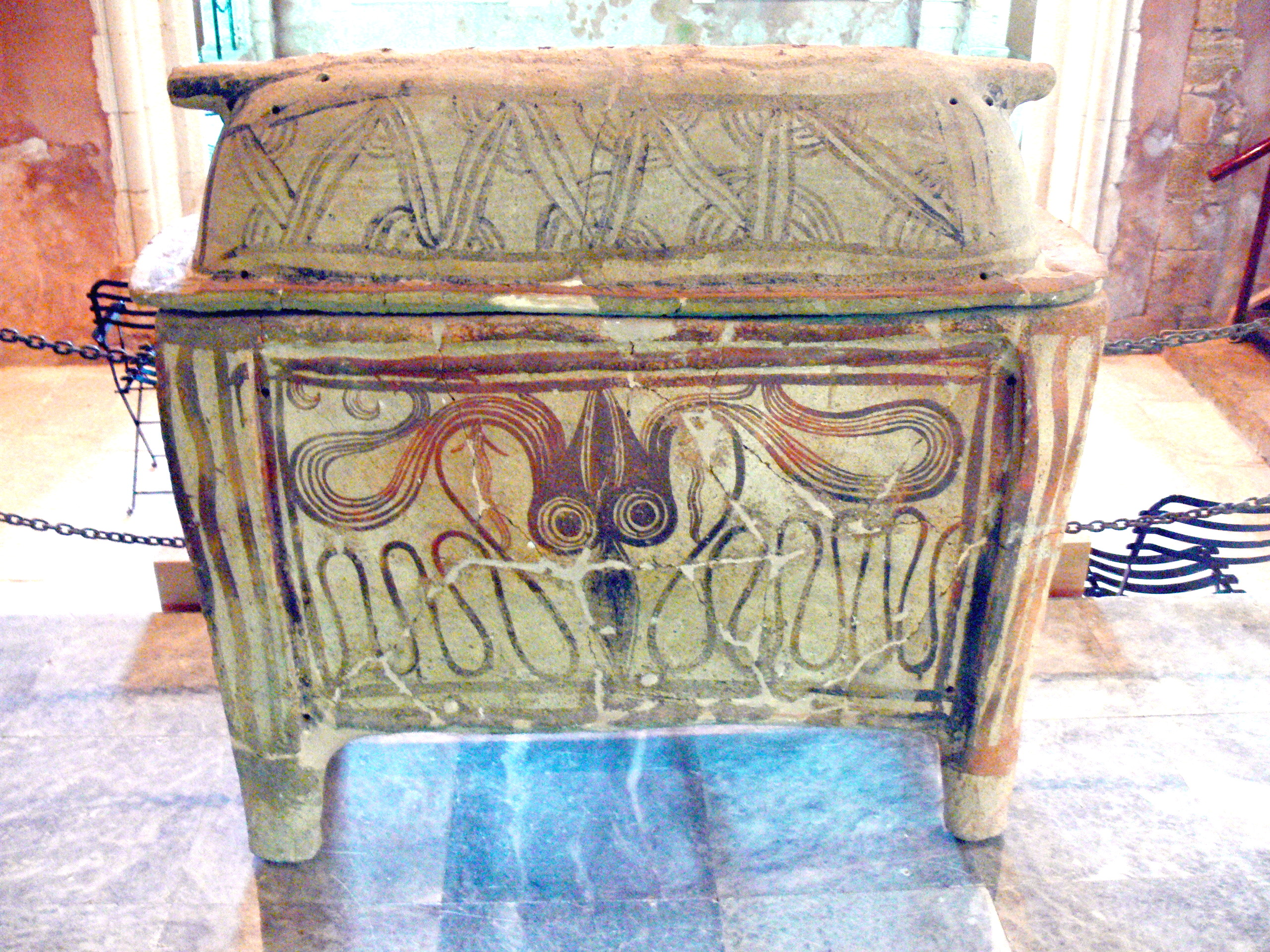
Sarcófago hallado en una de las tumbas. Museo Arqueológico de La Canea.
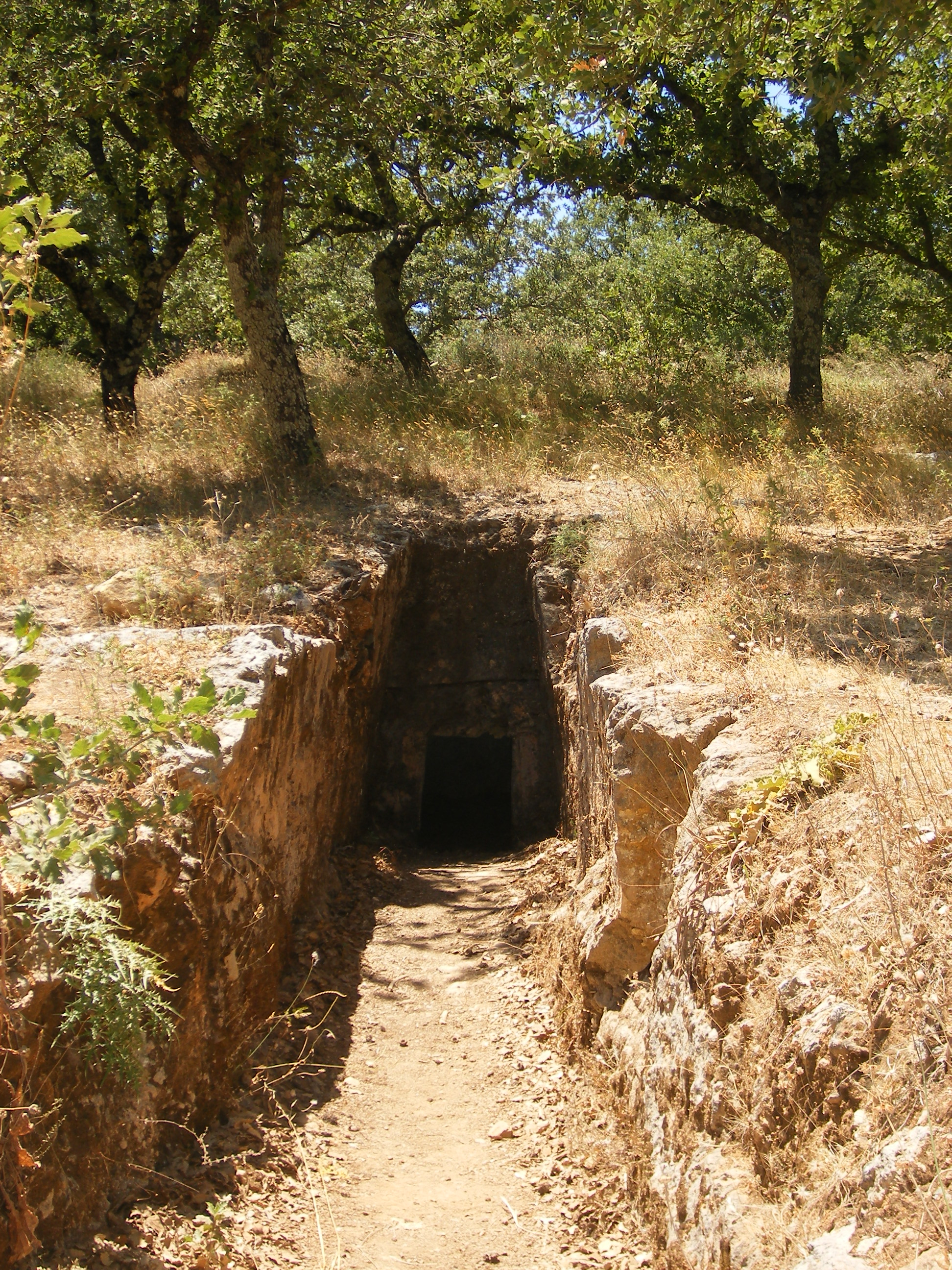
Otra de las tumbas de Armeni